# بوترز بار تاون
بوترز بار تاون (بالإنجليزية: .Potters Bar Town F.C)‏ هو نادي كرة قدم إنجليزي مقره في بوترز بار، هارتفوردشير، بإنجلترا.